# Labirintulomicets
Labirintulomicets (ICBN) o Labyrinthulea (ICZN) és un grup de protistes sapròfits o paràsit, que apareixen sobre algues, fanerògames marines o restes orgàniques submergits. Tenen com a tret distingit la presència de botrosomes, òrgans situats a la membrana, que produeixen una beina ectoplàsmica que protegeix a les cèl·lules i intervé en la captació dels aliments.
Només hi ha un ordre, el de les Laberintulales (ICZN). Al començament, les espores es fixen i reabsorbeixen els seus flagels. Després, comencen a actuar els botrosomes, cadascun dels quals segrega cap a l'exterior una evaginació rica en polisacàrids mucilaginosos. La fusió d'aquestes evaginacions origina una beina contínua, delimitada per dins i per fora per plasmalemma, que va creixent, al mateix temps que les cèl·lules vegetatives es divideixen, i es van ramificant i anastomosant. S'origina així la xarxa ectoplàsmica, a l'interior de la qual les cèl·lules vegetatives, normalment fusiformes, es desplacen activament mentre els tubs, de parets elàstiques, s'ajusten a elles. Quan es formen zoòspores, aquestes són típicament heterocontes, amb un flagel anterior dotat de mastigonemes, i un altre posterior, llis i més llarg, ambdós inserits en posició lateral, al costat d'una taca ocular ataronjada.
La major part dels Labirintulomicets són sapròfits o paràsits poc especialitzats d'algues (p. ex. Laminaria) o fanerògames marines (p. ex. Zostera). Una espècie del gènere Labyrinthula provoca una malaltia epidèrmica, en la fanerògama aquàtica Zostera marina, arribant a formar sorus de centenars de cèl·lules, que produeixen espores sense flagels, encara que altres espècies produeixen zoòspores.